# 帕夫洛韋
50°3′2″N 35°34′52″E / 50.05056°N 35.58111°E
帕夫洛韋（烏克蘭語：Павлове）是位於烏克蘭東部的村莊，由哈爾科夫州博霍杜希夫區的博霍杜希夫市鎮負責管轄。該村始建於1769年，面積0.78平方公里，海拔高度142米，2001年人口79，人口密度每平方公里101人。